# Résolution 857 du Conseil de sécurité des Nations unies
Membres permanents
- Chine
- États-Unis
- France
- Royaume-Uni
- Russie

Membres non permanents
- Brésil
- Cap-Vert
- Djibouti
- Espagne
- Hongrie
- Japon
- Maroc
- Nouvelle-Zélande
- Pakistan
- Venezuela

Résolution no 856 Résolution no 858
La résolution 857 du Conseil de sécurité des Nations unies, adoptée à l'unanimité le 20 août 1993, après avoir rappelé les résolutions 808 (1993) et 827 (1993) et examiné les candidatures aux juges du Tribunal pénal international pour l'ex-Yougoslavie reçues par le secrétaire général Boutros Boutros-Ghali avant le 16 août 1993, a établi une liste de candidats conformément à l'article 13 du Statut du Tribunal international.
La liste des candidatures adoptée par le Conseil de sécurité était la suivante :
 
- Georges Michel Abi-Saab (Égypte)
- Julio A. Barberis (Argentine)
- Raphael Barras (Suisse)
- Sikhe Camara (Guinée)
- Antonio Cassese (Italie)
- Hans Axel Valdemar Corell (Suède)
- Jules Deschênes (Canada)
- Alfonso De Los Heros (Pérou)
- Jerzy Jasinski (Pologne)
- Heike Jung (Allemand)
- Adolphus Godwin Karibi-Whyte (Nigéria)
- Valentin G. Kisilev (Russie)
- Germain Le Foyer De Costil (France)
- Li Haopei (Chine)
- Gabrielle Kirk McDonald (États-Unis)
- Amadou N'Diaye (Mali)
- Daniel Nsereko (Ouganda)
- Elizabeth Odio Benito (Costa Rica)
- Huseyin Pazarci (Turquie)
- Moragodage Christopher Walter Pinto (Sri Lanka)
- Rustam S. Sidhwa (Pakistan)
- Ninian Stephen (Australie)
- Lal Chan Vohrah (Malaisie)

## Voir également
- Guerre de Bosnie-Herzégovine
- Dislocation de la Yougoslavie
- Guerre de Croatie
- Guerres de Yougoslavie